# 血脂异常
血脂异常是指血液中的脂质（如甘油三酯、胆固醇和磷脂）含量出現异常。在发达国家，大多数血脂异常的表現為高脂血症，也就是说血液中的脂质含量增高。血脂异常通常是由于饮食習慣和生活方式所造成。胰岛素水平的升高也会导致血脂异常。同样，蛋白质O-GlcNAc转移酶（OGT）水平的增高也可能导致血脂异常。